# Jandeline
Jandeline, de son vrai nom  Aline Jeannerot, née le 17 février 1911 à Bétaille et morte le 24 juin 1998 à Paris 18e, est une comédienne française.

## Biographie
Elle a été mariée à Jean Mercure avec qui elle a eu une fille Isabelle, dite Isa Mercure. Avant sa rencontre avec celui-ci, épousé le 21 avril 1936, elle joua sous la direction de Jean-Louis Barrault, Raymond Rouleau et Jean Vilar dont elle fut l’Elvire de Dom Juan, dans sa première mise en scène.
Sous la direction de son mari, elle fut l’héroïne du Fleuve étincelant de Charles Morgan, interprétant également, entre autres, dans la Volupté de l’honneur de Pirandello, Living Room (en) de Graham Greene, puis, au théâtre de la Ville, dans Six personnages en quête d'auteur de Pirandello, La guerre de Troie n’aura pas lieu de Giraudoux, Zoo ou l'Assassin philanthrope de Vercors, les Possédés de Dostoievski, Santé Publique (en) de Peter Nichols (en)… La dernière pièce qu’ils ont joué ensemble était Gin Game (en) de D.L. Coburn (en).
Elle s'est suicidée avec son mari Jean Mercure et a été inhumée au cimetière de Villiers-sous-Grez.

## Filmographie

### Cinéma
- 1938 : Le Temps des cerises de Jean-Paul Le Chanois, avec Jean Dasté
- 1940 : Ceux du ciel de Yvan Noé, avec Marcel Maupi
- 1948 : Le Sorcier du ciel de Marcel Blistène, avec Léon Bélières
- 1949 : Histoires extraordinaires de Jean Faurez, avec Suzy Carrier
- 1957 : Les Filles de nuit de Maurice Cloche, avec Nicole Berger

### Télévision
- 1961 : Les Cinq Dernières Minutes, épisode Sur la piste... de Claude Loursais
- 1970 : Mauregard de Claude de Givray

## Théâtre
- 1938 : Le Coup de Trafalgar de Roger Vitrac, mise en scène Sylvain Itkine, Théâtre des Ambassadeurs
- 1941 : La Machine à écrire de Jean Cocteau, mise en scène de l'auteur, Théâtre Hébertot : la demoiselle de la poste
- 1942 : Dieu est innocent de Lucien Fabre, mise en scène Marcel Herrand, Théâtre des Mathurins
- 1942 : D'après nature ou presque de Michel Arnaud, mise en scène Marcel Herrand, Théâtre des Mathurins
- 1946 : Charivari Courteline pièces de Georges Courteline, mise en scène Jean Mercure, Théâtre des Ambassadeurs
- 1949 : L'École des dupes comédie en 1 acte d'André Roussin, mise en scène de l'auteur, Théâtre de la Michodière
- 1953 : La Machine à écrire, pièce radiophonique d' Henri Soubeyran d'après la pièce de théâtre de Jean Cocteau : Monique, la demoiselle de la poste
- 1957 : Mademoiselle Fanny de Georgette Paul et Gabriel Arout d'après Pierre Veber, mise en scène Jean Mercure, Théâtre des Mathurins
- 1960 : Douce Annabelle d'Audrey Roos et William Roos, mise en scène François Maistre, Enghien-les-Bains
- 1961 : La Rouille de Carlos Semprún, mise en scène Jean-Marie Serreau, Théâtre de l'Alliance française
- 1961 : Douce Anabelle d'Audrey Roos et William Roos, mise en scène François Maistre, Théâtre de l'Ambigu
- 1961 : Marie-Octobre de Jacques Robert, mise en scène André Villiers, Théâtre en Rond
- 1979 : Gin Game de Donald L. Coburn (en), mise en scène Jean Mercure, Théâtre de la Ville
- 1980 : Gin Game de Donald L. Coburn (en), mise en scène Jean Mercure, Théâtre des Célestins
- 1986 : Gin Game de Donald L. Coburn (en), mise en scène Jean Mercure, Théâtre Fontaine

### Au théâtre ce soir
- 1967 : Le Rayon des jouets de Jacques Deval, mise en scène Jean Mercure, réalisation Pierre Sabbagh, Théâtre Marigny
- 1968 : Mademoiselle de Jacques Deval, mise en scène Jacques-Henri Duval, réalisation Pierre Sabbagh, Théâtre Marigny
- 1979 : Miss Mabel de Robert Cedric Sherriff, mise en scène René Clermont, réalisation Pierre Sabbagh, Théâtre Marigny